# 1896
Cette page concerne l'année 1896 (MDCCCXCVI en chiffres romains) du calendrier grégorien.
L'année 1896 est une année bissextile qui commence un mercredi.

## Événements

### Afrique
- 2 janvier : bataille de Doornkop, près de Krugersdorp. Fin du raid Jameson[1].
- 6 janvier : démission de Cecil Rhodes à la suite de son implication dans le raid Jameson[2].
- 20 janvier : reddition des forces coloniales italiennes au siège de Mekele dans la première guerre italo-éthiopienne[3].
- 17 janvier : les Britanniques reprennent Kumasi, capitale des Ashanti (Ghana actuel). Leur roi Prempeh I et la reine mère sont déportés aux îles Seychelles (1896-1924)[4].

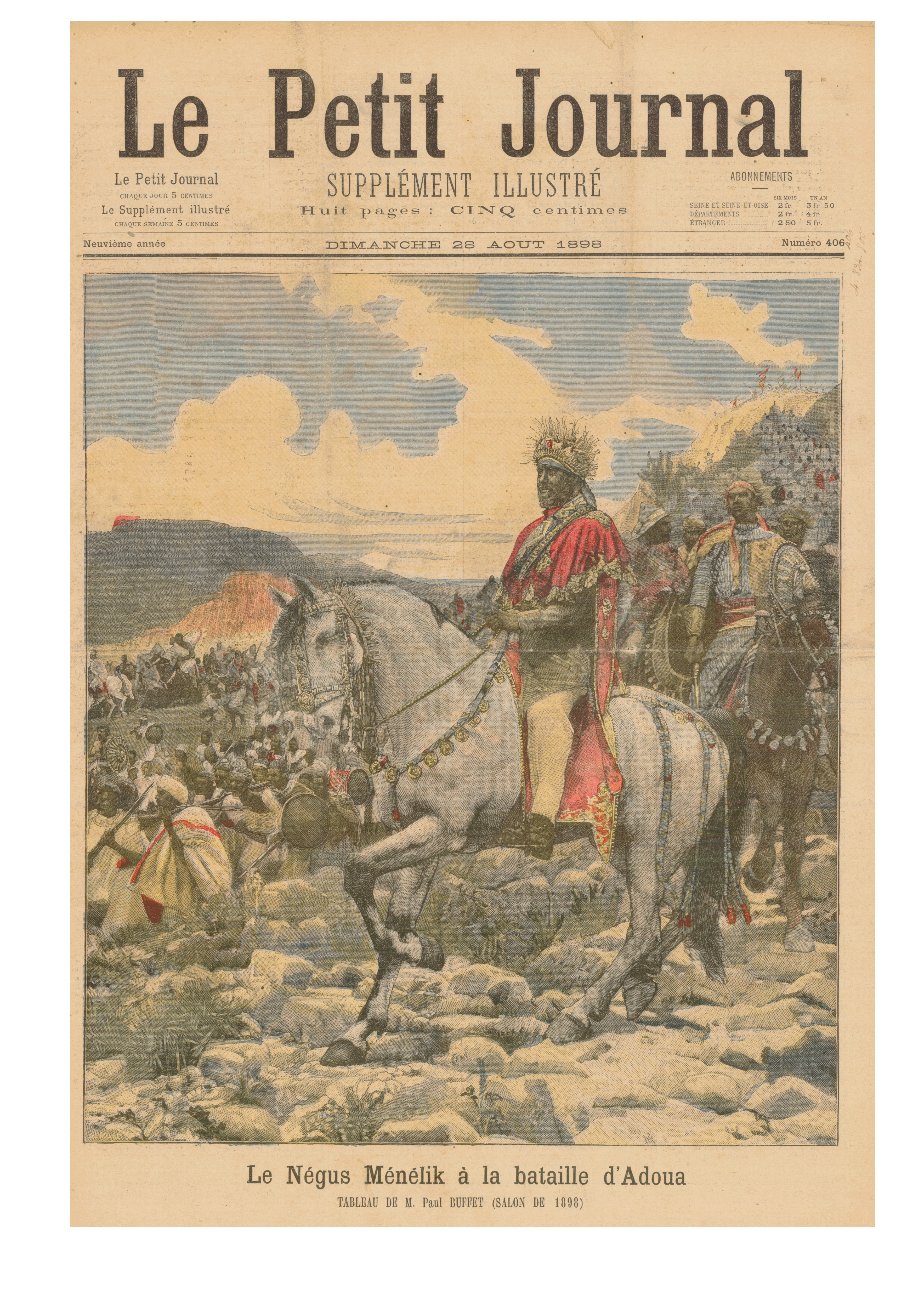
: le négus Ménélik II à la bataille d’Adoua. Le Petit Journal du 28 8 1898

- 1er mars : victoire du négus Ménélik II contre les troupes italiennes du général Oreste Baratieri à Adoua en Éthiopie, garantissant l’indépendance de son pays. 100 000 Éthiopiens s’opposent à 17 000 Italiens lors de la bataille d’Adoua[5].
- 20 mars : début du Chimurenga (guerre d’indépendance), révolte matabélé et mashona contre la British South Africa Company en Rhodésie du Sud (1896-1897)[6].
- 30 mai : banquet de Saint-Mandé où le député de la Seine Alexandre Millerand lance un appel à l’unité des socialistes[7].
- 3 avril : victoire des Mahdistes sur les Italiens au combat de Tucruf[8].
- 7 juin : victoire anglo-égyptienne sur les Mahdistes à la bataille de Firket[9].
- 17 juin : combat de Sangha ; le capitaine Menvielle, résident de Bandiagara, écrase les Habé (ou Dogons) du Dakol révoltés[10].
- 22 juin : Jean-Baptiste Marchand reçoit le commandement d’une mission d’exploration baptisée Mission Congo-Nil. Il part de Marseille et arrive à Loango un mois plus tard, avec pour but de joindre les deux océans (1896-1899)[11].
- 1er juillet : promulgation en Égypte d’une importante loi de réforme de l’enseignement à la mosquée Al-Azhar, préparée par le recteur Hassûnah An-Nawâwî[12].
- 6 août : Madagascar devient colonie française. Le protectorat instauré en 1885 et la royauté subsistent un temps dans le centre de l’île. L’insurrection menalamba donne lieu à une répression sauvage. Le général Gallieni, résident général arrivé le 16 septembre, fera exiler la reine (28 février 1897) et fusiller le ministre de l’Intérieur le 15 octobre (fin le 13 mai 1905)[13],[14].
- 16 août : un résident britannique est installé à Kumasi. L’Asante devient protectorat britannique[15].
- 26 et 27 août : Massacres d’Arméniens à Galata à la suite de l'attaque de la Banque ottomane.
- 27-29 août : bombardement de Zanzibar. Les querelles de succession qui éclatent à la mort du sultan de Zanzibar Seyyid Ahmed permettent aux Britanniques d’accroître leur zone d’influence. La flotte britannique bombarde le palais du sultan et en chasse Seyyid Khaled. Les Britanniques font monter sur le trône Hamoud ibn Mohammed.
- Août : bataille de Boumba[16]. Sous les coups d’Abdoulaye Bayero (un émir du Gwandu allié aux djihadistes de Sokoto), Issa Korombé et 3 000 guerriers zarma ont trouvé la mort.

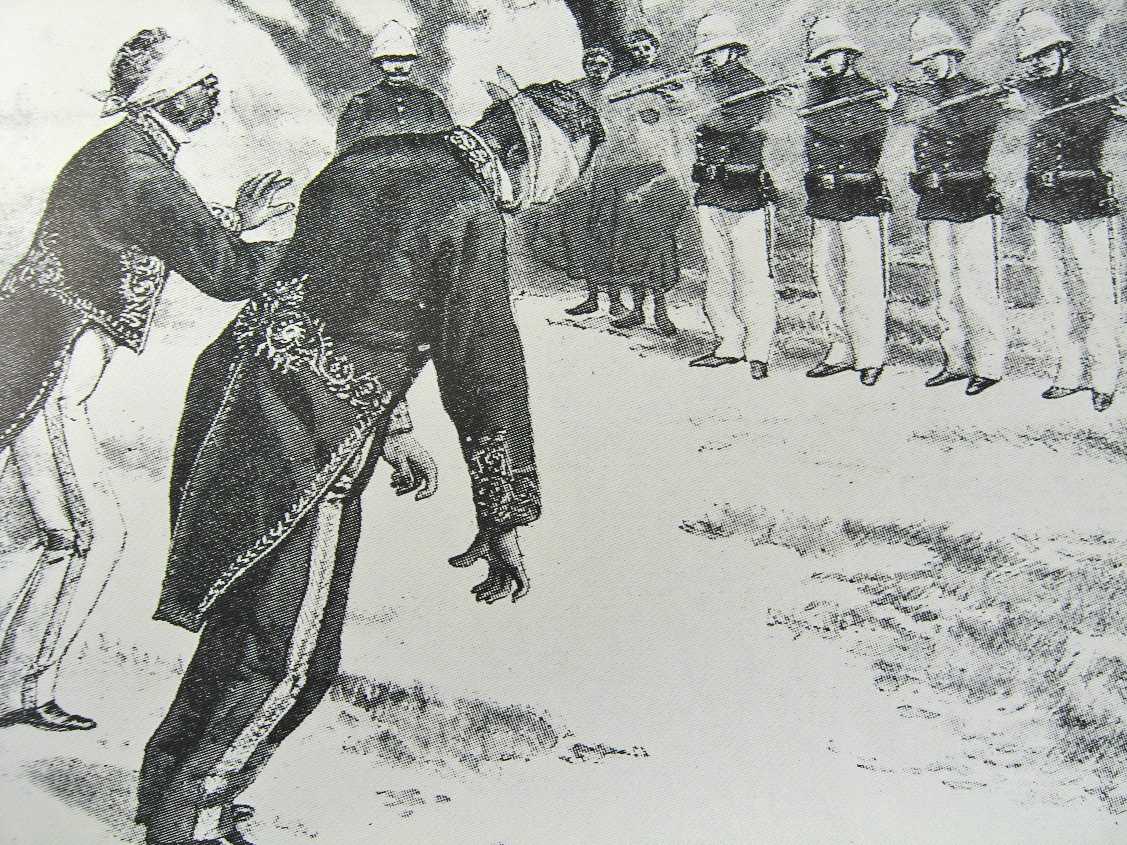
Exécution du prince Ratsimamanga et du Ministre de l'Intérieur par ordre du général Galliéni pour s'être opposés à l'annexion de Madagascar. Paru dans L'Illustration du 22 novembre.

- 1er septembre : conquête de Ouagadougou par la colonne Voulet-Chanoine ; le Mogho Naba Bukari Kutu parvient à s’enfuir[17].
- 19 septembre : Voulet et Chanoine contraignent Alpha Hamaria (un chef de guerre Zarma) à signer un traité de protectorat, à Sati (Sud du Burkina Faso)[17].
- 23 septembre, Soudan : le sirdar Kitchener Pacha, à la tête d’une armée britannico-égyptienne, s’empare de Dongola. Il mène une campagne difficile en remontant la vallée du Nil[9].
- 28 septembre : convention franco-italienne ; l’Italie reconnaît le protectorat français sur la Tunisie[18].
- 6 octobre : attaque de la mission chrétienne de Dombole par les Ngoni au Nyassaland ; leur chef Inkosi Gomani, qui refuse que son peuple paye des taxes et travaille pour le gouvernement ou pour la Zambezi Industrial Mission, est arrêté et tué par les forces britanniques le 27 octobre[19].
- 26 octobre : traité d’Addis-Abeba. Les Italiens reconnaissent l’indépendance de l’Éthiopie mais conservent l’Érythrée[5].
- Novembre-décembre : coup d'État de Rucunshu. Yuhi V Musinga succède à Mibambwe IV Rutarindwa sur le trône du Rwanda[20]. Il favorisera l’implantation allemande.
- 4 décembre, Togoland : victoire allemande sur les Dagombas à la bataille d’Adibo ; le lendemain les Allemands détruisent Yendi[15].
- 22 décembre, Tunis : fondation de la Khaldounia, première école moderne de Tunisie[21].
- 31 décembre, Algérie : un décret marque la fin du régime des rattachements[22]. Le statut administratif et juridique de la colonie est semblable à celui de 1860 (avant la création du ministre d’Algérie). En outre, le gouverneur général voit ses pouvoirs augmentés.
- Famine au Tchad[23].

### Amérique
- 4 janvier : l’Utah devient le quarante-cinquième État de l’Union américaine[24].
- 10 février : début de la politique espagnole de « concentration » dans la lutte contre les indépendantistes cubains, sous l’impulsion de Valeriano Weyler.
- 26 mai : création du Dow Jones[25].
- 16 août : découverte d’or au Klondike[24].
- 18 septembre : Federico Errázuriz Echaurren est élu président du Chili[26] (fin en 1901). République parlementaire au Chili jusqu’en 1925.
- 3 novembre : élection de William McKinley (R) comme Président des États-Unis[24].
- 7 novembre : début de la guerre de Canudos[27]. Dans le Sertão (Brésil), le « beato » Antônio Conselheiro fonde une secte (1890), construit une cité sainte, Canudos (1893), et ne peut être réduit par les forces de police envoyé contre lui. C’est seulement le 5 octobre 1897 qu’une armée de 5 000 hommes, pénétrant dans l’intérieur de l’État de Bahia, put prendre Canudos, la détruire et disperser la secte.

- Grande famine à Cuba, 50 000 morts à La Havane[28].
- La dévaluation du milréis empêche le Brésil de subir la crise internationale[29].

### Asie
- 15 janvier : accord franco-britannique sur les sphères d’influence au Siam. Les Britanniques abandonnent l’exigence d’un glacis entre les colonies françaises et la Birmanie, la France s’engageant à garantir l’indépendance du Siam[30].
- 10 février : capitulation des insurgés arméniens de Zeïtoun, qui obtiennent une amnistie et évitent le massacre[31].
- 11 février : à la suite d’incidents antijaponais en Corée, le roi Kojong se réfugie dans la légation russe à Séoul, ce qui provoque un regain de tension entre le Japon et la Russie qui luttent, après l’élimination de la Chine, pour la prépondérance en Corée[32].
- 15 février : publication à Vienne de l’État des Juifs, du hongrois Theodor Herzl, qui reprend les thèses sionistes[33]. Herzl, convaincu que l’assimilation des Juifs est un leurre, défend la création d’un parlement habilité à parler au nom de tous les Juifs du monde. Il cherche des concours financiers et politiques. Il rencontre Abdül-Hamid II pour le convaincre de favoriser l’émigration juive en Palestine, mais le sultan refuse. De même, la grande aristocratie financière juive est réticente à un financement du projet sioniste.
- 24 mars : une commission britannique achève de délimiter les frontières perso-baloutches[34].
- 15 avril, Inde : création à Raigârh par des nationalistes du festival Shivaji, destiné à soutenir l’esprit national et à libérer le pays des influences étrangères[35].
- 28 avril : institution d’un code civil au Japon inspiré des droits français et allemands[36]. La liberté d’opinion, de religion, de la presse et du droit de propriété sont garantis. La torture est abolie.

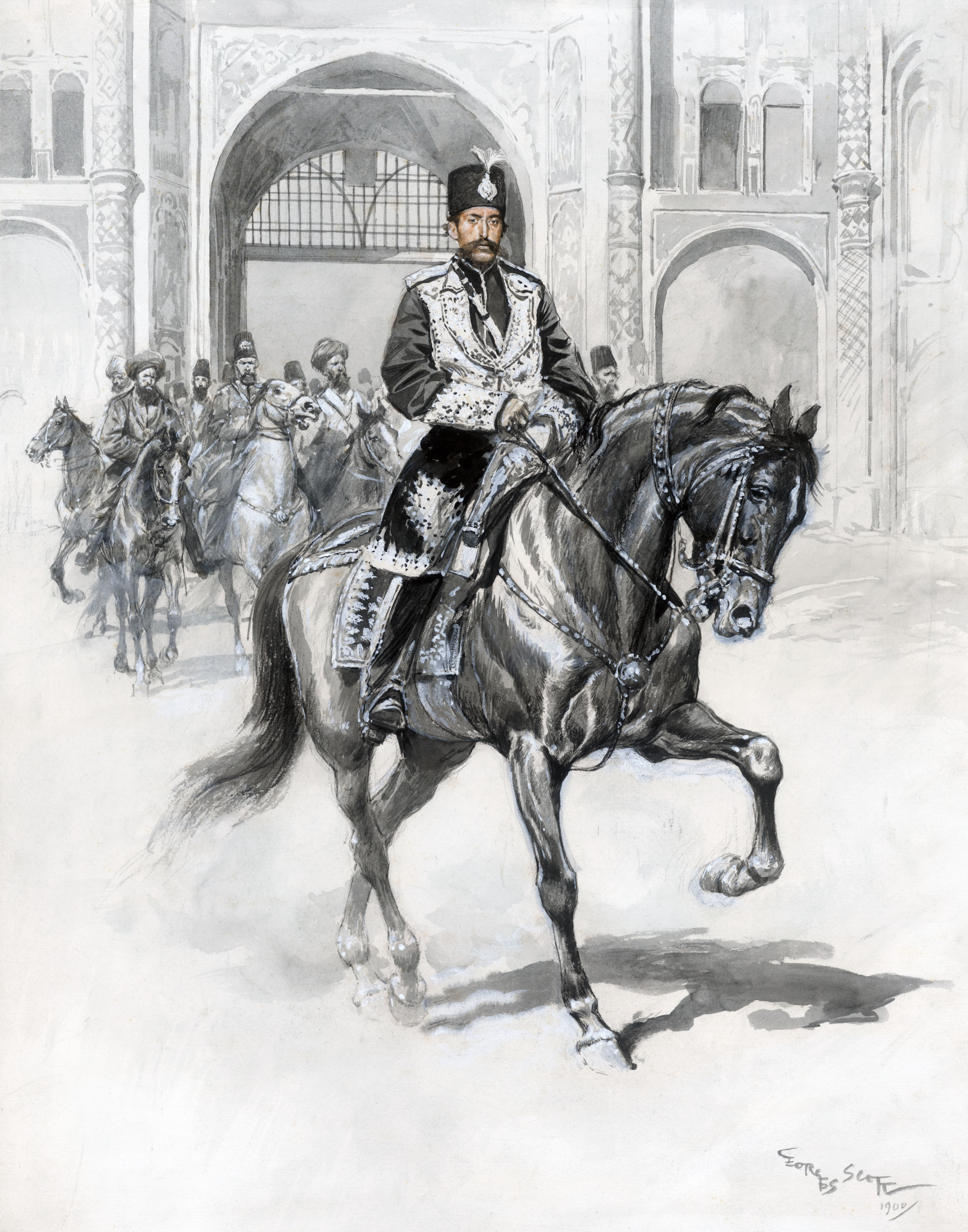
: Muzzafar al-Din, chah de Perse. Dessin de Georges Bertin Scott, 1900.

- 1er mai, Perse : assassinat du chah Naser al-Din, sans doute à l’instigation d’Afghani après qu’il a été exilé à la suite de la révolte des tabacs de 1891. Son fils Muzzafar al-Din lui succède (fin en 1907)[37].
- 14 mai et 6 juin : signature des accords Komura-Weber (Séoul)[38] et Yamagata-Lobanov[39] (Saint-Pétersbourg) entre le Japon et la Russie. Les deux puissances, qui se considèrent comme protectrices de la Corée, s’accordent pour limiter leurs effectifs militaires et promettent de s’informer mutuellement à l’avance en cas de mouvements.
- 3 juin (22 mai du calendrier julien) : traité Li-Lobanov entre la Chine et la Russie prévoyant une alliance défensive contre le Japon[40].
- 3 - 10 juin : échec de l’insurrection des Arméniens de Van[41].
- 15 juin : un tremblement de terre provoque un tsunami qui tue 27 000 personnes au Japon[42].
- 1er juillet : le Royaume-Uni met sur pied la Fédération des États Malais avec Kuala Lumpur comme capitale. Elle réunit plusieurs sultanats malais (Perak, Selangor, Pahang, Negeri Sembilan, États Minang) à l’exception de Johor et des quatre États du Nord, que les Britanniques enlèveront au Siam en 1909[43].
- 2 juillet : fondation en Corée d’un Club de l’indépendance[44] animé par des intellectuels libéraux nationalistes qui cherchent à gagner la confiance des milieux populaires.

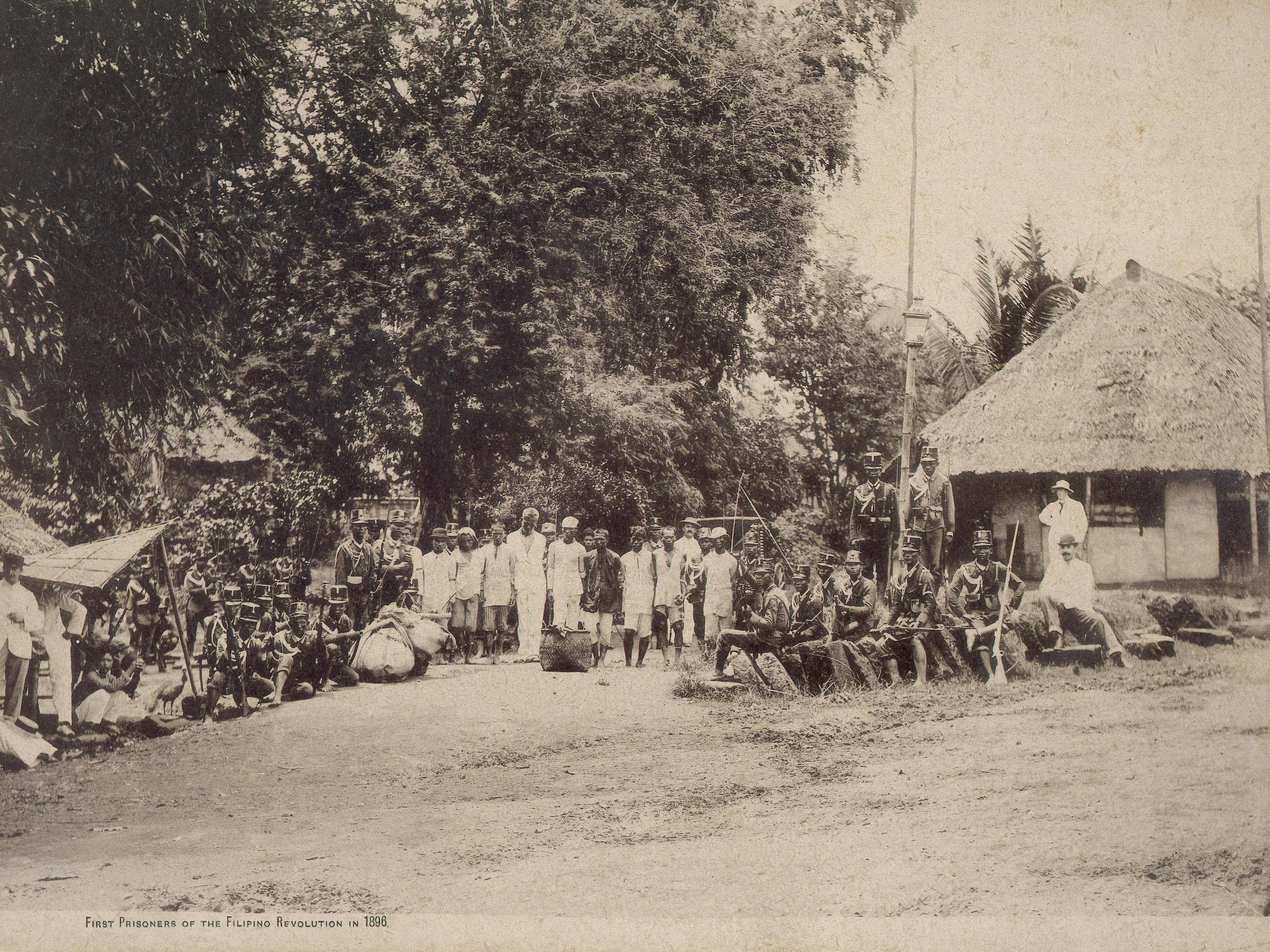
Premiers prisonniers de la Révolution philippine.

- 19 août, Philippines : l’existence du Katipunan, société secrète fondée par Andrés Bonifacio pour l’indépendance des Philippines, est découverte par les Espagnols. Le 23 août, Bonifacio et ses partisans se réunissent au nord de Manille où ils proclament l’indépendance des Philippines (cri de Pugadlawinou ou cri de Balintawak). Une insurrection armée éclate ; le 30 août, les insurgés attaquent un dépôt de munitions (bataille de Pinaglabanan ou de San Juan del Monte), mais sont battus par les Espagnols, qui imposent immédiatement la loi martiale. Arrestations, exécutions, et déportations s’ensuivent[45].

- 26 août (ou le 24[41]) : assaut de la Banque ottomane à Constantinople par les Arméniens[46]. 
  - Massacres en Arménie. La guerre entre l’armée ottomane et les Arméniens redouble d’intensité alors que la nationalisme arménien prend un caractère de plus en plus révolutionnaire. De nouveaux massacres sont organisés à Muş, à Van et à Killis. Le parti Dachnak décide alors de faire appel à l’opinion internationale par une action spectaculaire : le 26 août, 26 dachnak emmenés par Babken Siuni (en) et Armen Garo Pasdermadjian s’emparent de la Banque ottomane, à Constantinople, après avoir tué les sentinelles de garde. Les Puissances s’émeuvent de la prise du premier établissement financier de l’Orient. Les ambassadeurs occidentaux s’unissent pour en demander l’évacuation et promettre des réformes. Six mille Arméniens sont massacrés à Constantinople par la foule et les religieux musulmans après l’attaque de la banque[47].
  - La population arménienne de Turquie est réduite de 400 000 habitants : 100 000 Arméniens ont été tués ou martyrisés, 50 000 sont morts de faim ou de froid dans les 2 500 villages dévastés, 100 000 ont fui en Transcaucasie ou dans les Balkans.
- 31 août, Philippines : l’insurrection atteint Cavite, dirigée par le fils du maire de la ville, Emilio Aguinaldo, qui remporte des succès sur les troupes régulières espagnoles à Imus (5 septembre) et à Binakayan-Dalahican (9-11 novembre)[45].

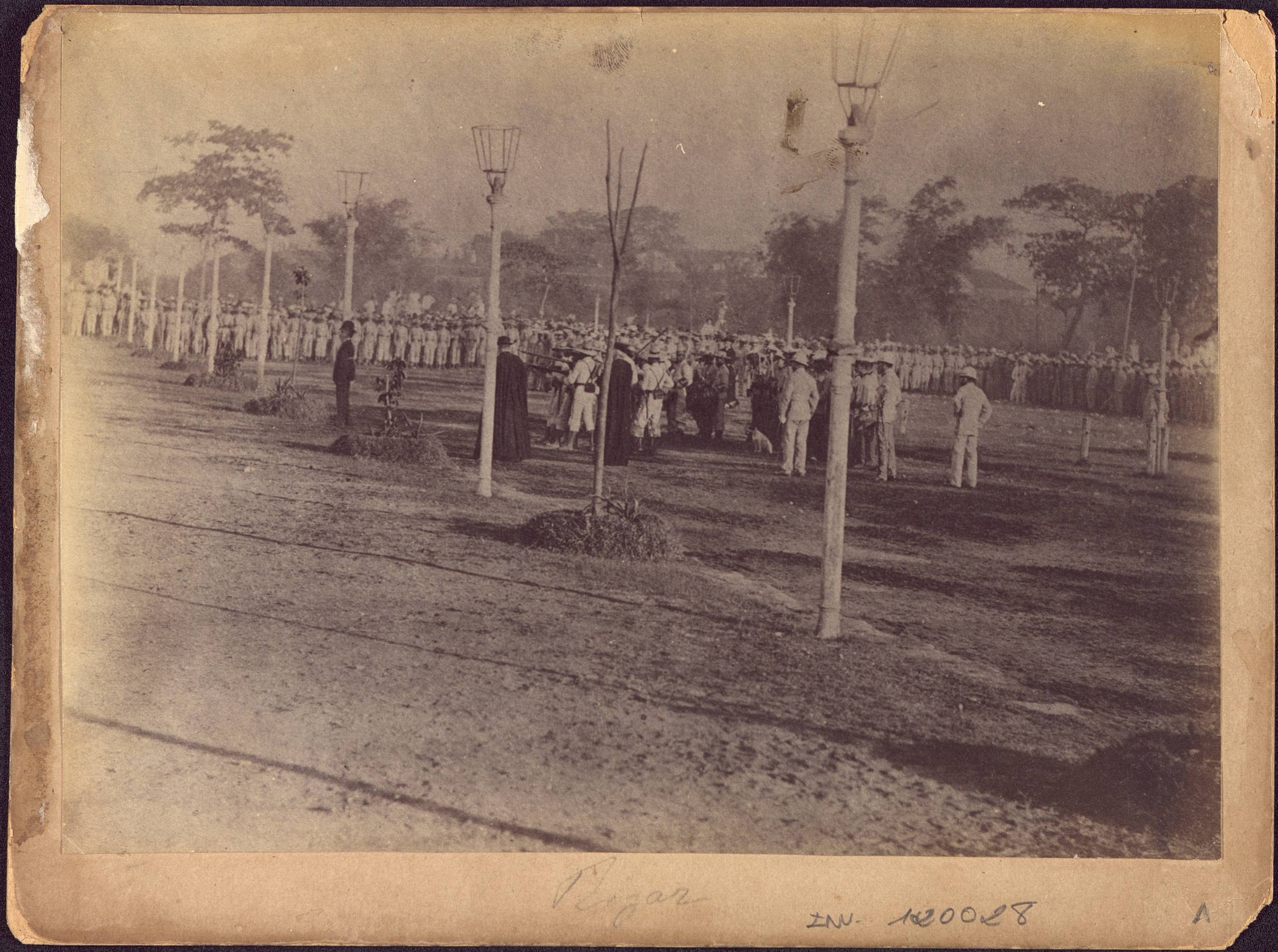
30 décembre : José Rizal est fusillé.

- 8 septembre (27 août du calendrier julien) : la Banque russo-asiatique obtient de construire et d’exploiter pendant quatre-vingts ans un chemin de fer en Mandchourie (ligne directe Tchita-Vladivostok) puis de prolonger la ligne jusqu’à Port-Arthur (15 mars 1898)[48].
- Septembre : épidémie de peste signalée à Bombay[49].
- 30 décembre : le chef nationaliste philippin José Rizal est exécuté à Manille par les Espagnols[45].

### Europe

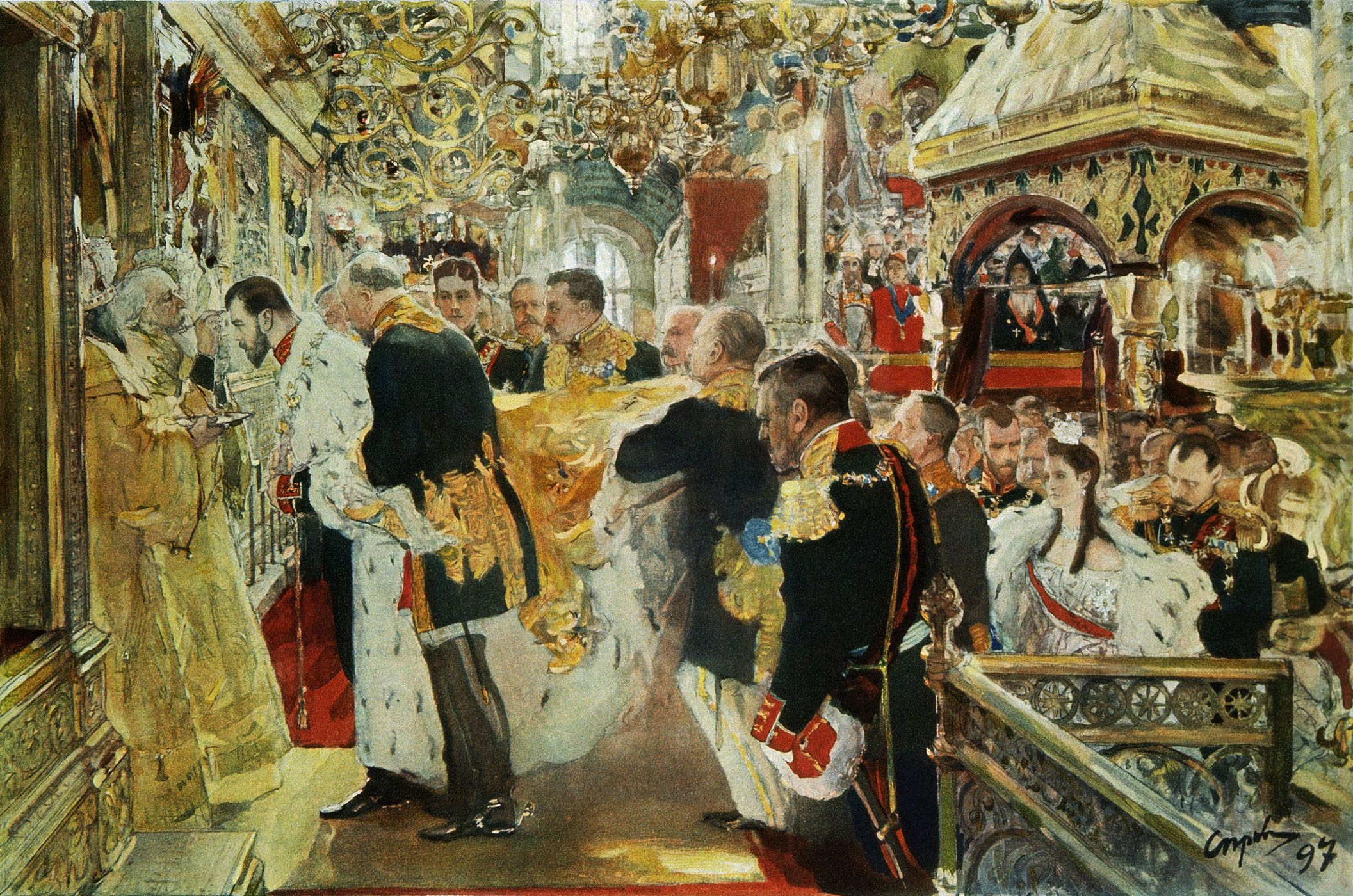
26 mai : couronnement de Nicolas II de Russie.

- 14 février : baptême de Boris, héritier présomptif du trône de Bulgarie, dans la confession orthodoxe. Son parrain, le tsar Nicolas II de Russie reconnaît ainsi son père Ferdinand de Saxe-Cobourg, candidat de l’Autriche et de l’Allemagne, comme roi de Bulgarie[50].
- 6 - 15 avril : les premiers Jeux olympiques, organisés par le baron Pierre de Coubertin, ont lieu à Athènes[51].
- 1er mai - 25 octobre : l’Exposition nationale à Genève attire 2,3 millions de visiteurs[52].
- 2 mai, Hongrie : ouverture des Festivités du Millénaire. Budapest est la deuxième ville d’Europe à se doter d’un métropolitain[53].

- 4 mai : 

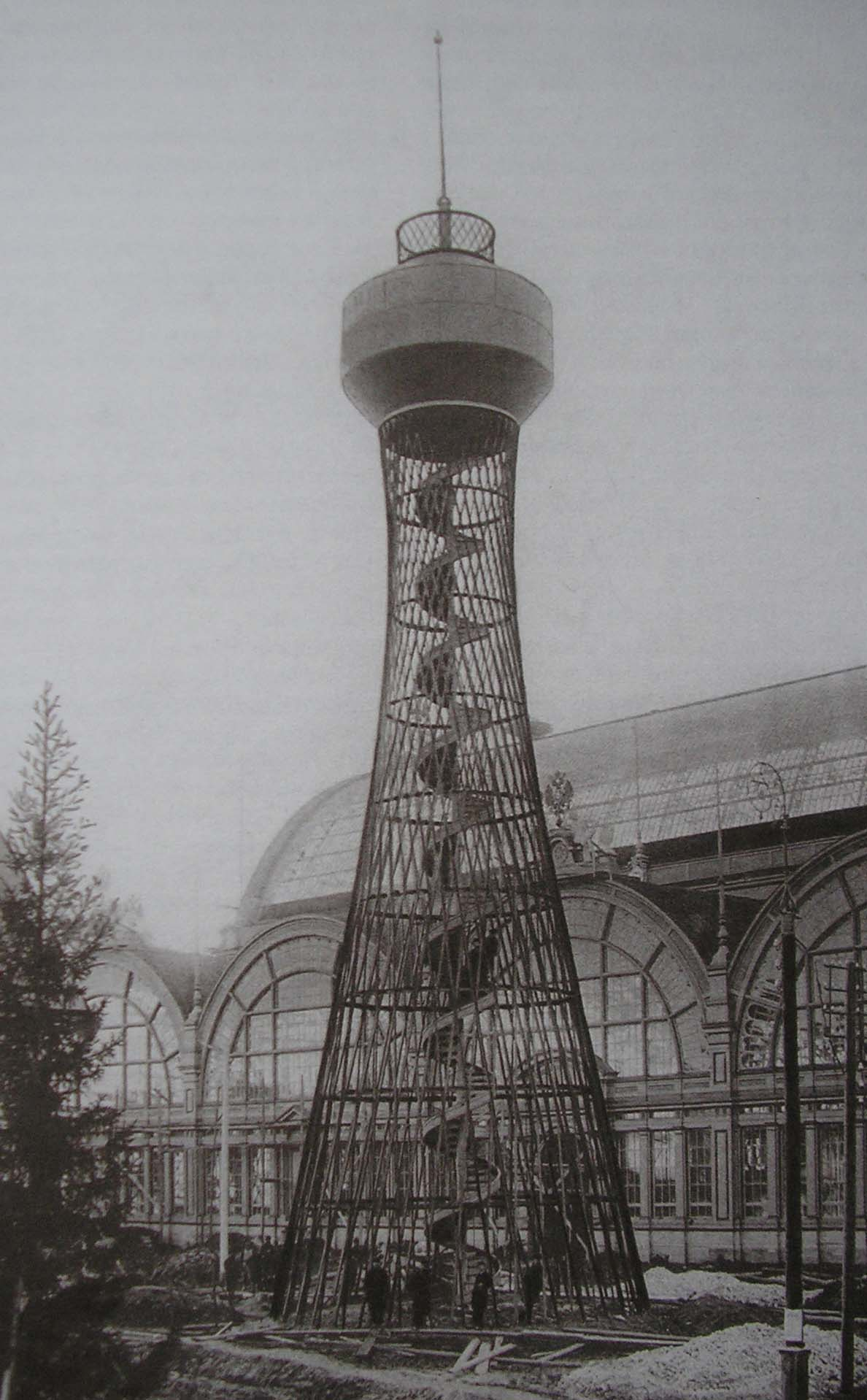
9 juin : exposition panrusse à Nijni Novgorod

  - lancement du Daily Mail, qui inaugure l’ère de la grande presse au Royaume-Uni[54].
  - première projection cinématographique à Saint-Pétersbourg[55].
- 18 mai : une organisation insurrectionnelle des chrétiens de Crète, l’Epitropie, attaque Vámos et bloque les 1 600 soldats de la garnison turque dans le fort ; ils sont dégagés par l’armée turque le 30 mai[56].
- 24 mai : massacre de chrétiens par les musulmans à La Canée en Crète en répression du siège de Vámos[56].
- 28 mai : ouverture de la conférence de Constantinople sur les affaires de Crète[56].
- 30 mai (18 mai du calendrier julien) : tragédie de Khodynka. Une bousculade pendant les cérémonies du couronnement de l’empereur Nicolas II de Russie fait 1 389 morts et 1 301 blessés[57].
- 4 juin (23 mai du calendrier julien) : début des grèves des ouvriers du textile à Saint-Pétersbourg (fin le 15/27 juin)[58]. Elles réunissent jusqu’à 35 000 grévistes[59].

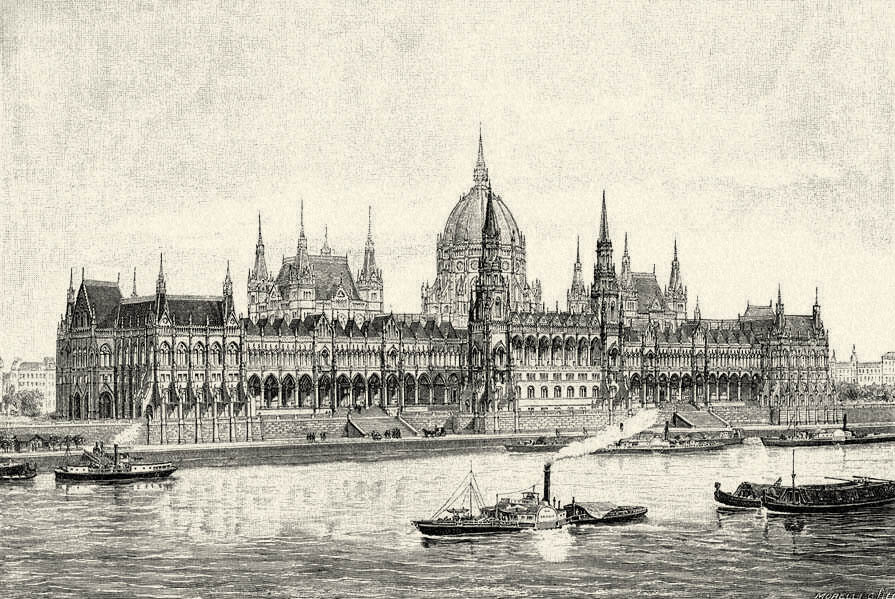
8 juin : inauguration du parlement de Budapest (dessin de 1900)

- 8 juin : inauguration du parlement hongrois, reconstruit par l’architecte Imre Steindl, à l’occasion de l’Exposition du millénaire. L’Assemblée nationale de Hongrie s’y réunit à partir du 8 octobre 1902[60].
- 9 juin - 13 octobre (28 mai-1er octobre du calendrier julien) : exposition universelle et premier Congrès panrusse de l’industrie et du commerce à Nijni Novgorod[61].
- 26 juillet : le IVe Congrès de l’Internationale socialiste est ouvert à Londres[62]. L’essentiel des débats tourne autour de la participation des anarchistes. Leurs délégués se maintiennent.
- 17 août, Londres : premier accident mortel de voiture ; Bridget Driscoll, renversée par un véhicule motorisé, est tuée sur le coup[63].
- 25 août : la conférence de Constantinople statue sur la question crétoise[64]. Depuis février, Turcs musulmans et chrétiens s’affrontent dans de violents combats. Cette situation alerte les puissances européennes qui s’accordent pour imposer à l’île un régime d’autonomie accepté par le sultan et par une assemblée d’élus crétois.
- 20-23 août (8-11 août du calendrier julien), Russie : réunion des présidents de zemstvos à la foire de Nijni Novgorod[65], à l’initiative du libéral Chipov. Une nouvelle réunion, prévue pour 1897, est interdite.
- 7 septembre : loi Van Houten pour l’élargissement du droit de vote aux Pays-Bas (applicable le 1er janvier 1897)[66].
- 13 septembre : le pape Léon XIII se prononce contre la validité des ordinations de l’Église anglicane dans sa lettre apostolique Apostolicae Curae[67].
- 26 septembre : ouverture du congrès antimaçonnique de Trente[68].
- Septembre : Karl Hjalmar Branting est le premier député au Riksdag du Parti social démocrate de Suède[69].
- 1er octobre : accord sur la navigation de la marine marchande entre la France et l’Italie[70].
- 24 octobre : Bismarck dévoile dans le Hamburger Nachrichten le protocole secret du traité de contre-assurance germano-russe de 1887[71]. Selon ce volet secret, l’Allemagne reconnaissait les intérêts russes en Bulgarie, en contradiction avec l’accord de la Triplice. La révélation de l’ancien chancelier a pour conséquence de susciter la méfiance de l’Autriche et de l’Italie envers l’Allemagne.
- 23-25 novembre : création à Erfurt en Allemagne par Friedrich Naumann de l’Union social-nationale (Nationalsozialer Verein ), née d’une scission du parti chrétien social, ouvertement antisémite[72]. L’Union revendique une politique coloniale expansionniste.
- Décembre : fondation du parti catholique aux Pays-Bas (Christelijk-Historische Kiezersbond, CHK)[73].

- Création en Russie par Serge Witte d’un bureau des migrations pour encourager le peuplement de la Sibérie[74].

## Naissances en 1896
- 2 janvier :
  - Giuseppe Enrici, coureur cycliste italien († 1er septembre 1968).
  - Piet Ikelaar, coureur cycliste néerlandais († 25 novembre 1992).
  - Dziga Vertov, cinéaste russe († 12 février 1954).
- 4 janvier : André Masson, peintre, graveur, illustrateur et décorateur de théâtre français († 28 octobre 1987).
- 5 janvier : Maria Costanza Panas, religieuse italienne, vénérable († 28 mai 1963).
- 6 janvier :
  - Zakaria Ahmed, musicien, compositeur et chanteur égyptien († 14 février 1961).
  - Riccardo Bauer, homme politique et antifasciste italien († 15 octobre 1982).
- 7 janvier : Arnold Ridley, acteur et dramaturge britannique († 12 mars 1984).
- 14 janvier :
  - Pierre Farrey,  peintre et décorateur français († 14 septembre 1987).
  - Karel Svolinský, peintre, illustrateur et scénographe austro-hongrois puis tchécoslovaque († 16 septembre 1986).
  - Adriano Zanaga, coureur cycliste italien († 31 janvier 1977).
- 15 janvier : William McNair Snadden, homme politique britannique († 23 novembre 1959).
- 17 janvier : 
  - Émile Vignes, photographe français ((† 9 avril 1983).
  - Léon Devos, coureur cycliste belge († 23 avril 1958).
- 18 janvier :
  - Boniface de Castellane, diplomate français († 1946).
  - Émile Flamant, peintre et fresquiste français († 12 septembre 1975).
  - Joseph Inguimberty, peintre français († 8 octobre 1971).
- 20 janvier : George Burns, acteur américain († 9 mars 1996).
- 22 janvier : Sava Šumanović, peintre serbe puis yougoslave († 30 août 1942).
- 23 janvier :
  - Charlotte, Grande-Duchesse de Luxembourg († 9 juillet 1985).
  - Paul Jacoulet, peintre et graveur français († 9 mars 1960).
- 24 janvier :
  - Bernardo Barbiellini Amidei, homme politique italien († 7 novembre 1940).
  - Gojmir Anton Kos, peintre, photographe et enseignant austro-hongrois puis yougoslave († 22 mai 1970).
- 31 janvier : Max Buset, homme politique belge (° 28 juin 1959).

- 6 février : Brooks Benedict, acteur américain († 1er janvier 1968).
- 13 février : George Hackathorne, acteur américain († 25 juin 1940).
- 15 février : Arthur Shields, acteur et metteur en scène irlandais († 27 avril 1970).
- 16 février : Eugénie Blanchard, doyenne de l'humanité le 2 mai 2010 à son décès.
- 18 février : André Breton, écrivain et poète français († 28 septembre 1966).
- 19 février : Arturo Cella, footballeur espagnol († 3 mars 1965).
- 20 février : Henri de Lubac, jésuite, théologien et cardinal français († 4 septembre 1991).
- 21 février : Jean Chapin, peintre français († 24 mai 1994).
- 22 février : Arthur Masson, écrivain belge d'expression française, docteur en philosophie et lettres († 28 juillet 1970).
- 24 février :
  - Jen Leroy, peintre et sculpteur belge († 8 décembre 1939).
  - Richard Thorpe, réalisateur américain († 1er mai 1991).
- 26 février : Fernando Leal, peintre et graveur mexicain († 7 octobre 1964).
- 28 février : Jean Villeri, peintre français d'origine italienne († 29 avril 1982).
- ? février : Pierre Albert Génolhac, peintre français († juin 1964).

- 1er mars : Dorothy Blackham, peintre irlandaise († 3 septembre 1975).
- 2 mars : Paul Mansouroff, peintre russe puis soviétique de l'avant-garde russe et du suprématisme († 2 février 1983).
- 4 mars : Juan Uriach, footballeur espagnol († 7 juin 1934).
- 5 mars : Eduard Erdmann, compositeur germano-balte († 21 juin 1958).
- 7 mars : Richard Maguet, peintre français († 16 juin 1940).
- 8 mars :
  - Olga Choumansky, décoratrice de théâtre et de cinéma, dessinatrice, peintre et costumière roumaine (° 1971).
  - Jean Dehelly, peintre et acteur français († 1er août 1964).
- 12 mars :
  - Jesse Fuller, musicien homme-orchestre américain (° 29 janvier 1976).
  - Herbert Theurillat, peintre, graveur et dessinateur suisse († 15 décembre 1987).
- 15 mars : Anatolie Popa, militaire soviétique († 25 juin 1920).
- 19 mars : Jean Wiener, pianiste et compositeur français († 8 juin 1982).
- 20 mars : Serge Jaroff, chef d’orchestre, chef de chœur et compositeur russe puis soviétique († 5 octobre 1985 ou 9 octobre 1985).
- 21 mars : Geneviève Bouts Réal del Sarte, peintre française († 17 septembre 1974).
- 26 mars : Georgianna Paige Pinneo, peintre canadienne († 1985).
- 29 mars : Dominique Frassati, peintre français († 10 juillet 1947).

- 1er avril : Jean Tissier, comédien français († 31 mars 1973).
- 3 avril : Józef Czapski, peintre, écrivain, essayiste et critique d'art polonais († 12 janvier 1993).
- 10 avril : Jean-Baptiste Piron, général de l'armée belge († 4 septembre 1974).
- 16 avril :
  - Ettore Colla, peintre et sculpteur italien († 1968).
  - Tristan Tzara, écrivain, poète et essayiste français d'origine roumaine († 25 décembre 1963).
- 19 avril : Niklaus Stoecklin, peintre et graphiste suisse († 31 décembre 1982).
- 20 avril : Sheina Marshall, biologiste marine écossaise († 7 avril 1977).
- 21 avril :
  - Ralph Hungerford, homme politique américain († 22 février 1977) ;
  - Geertruida Wijsmuller-Meijer, Juste parmi les nations, sauveteuse de 10 000 Juifs († 30 août 1978).
- 23 avril : Michele Gordini, coureur cycliste italien († 22 février 1970).
- 28 avril :
  - Gérard Schneider, peintre suisse naturalisé français († 8 juillet 1986).
  - Romans Suta, peintre letton († 14 juillet 1944).

- 3 mai : Robert Mermet, sculpteur français († 11 octobre 1988).
- 6 mai : Sigmund Menkès, peintre austro-hongrois puis polonais († 20 août 1986).
- 11 mai : Filippo De Pisis, peintre italien († 2 avril 1956).
- 12 mai : Baucis de Coulon, peintre suisse († 16 janvier 1983).
- 15 mai :
  - Ed Brandenburg, acteur américain († 21 janvier 1969).
  - Émile Durin, industriel, cogérant de la Manufacture Française des Pneumatiques Michelin († 8 avril 1981).
  - Fritz Julius Kuhn, nazi américain († 14 décembre 1951).
- 16 mai : Jeanne Coppel, peintre française († 1er novembre 1971).
- 17 mai : Nadejda Leontievna Benois, peintre, illustratrice, graphiste et décoratrice de théâtre russe puis soviétique († 8 décembre 1974).
- 18 mai : Walter Fitzgerald, acteur anglais († 20 décembre 1976).
- 20 mai : Hans Zesch-Ballot, acteur allemand († 1er septembre 1972).
- 23 mai : Andor Jaross, homme d'État hongrois († 11 avril 1946).
- 29 mai : Walter Abendroth, compositeur allemand († 30 septembre 1973).
- 30 mai : Howard Hawks, scénariste, producteur et réalisateur américain († 26 décembre 1977).

- 3 juin : Robert-Auguste Jaeger, peintre français († 7 août 1983).
- 5 juin : Federico García Lorca, poète, dramaturge, Artiste peintre, pianiste et compositeur espagnol († 19 août 1936).
- 6 juin : Italo Balbo, homme politique, militaire et aviateur italien († 28 juin 1940).
- 7 juin :
  - Imre Nagy, homme politique hongrois († 16 juin 1958).
  - René Rodes, peintre français († 9 janvier 1971).
- 12 juin : Khim Tit, premier ministre cambodgien († mars 1956).
- 20 juin : Jenny-Laure Garcin, peintre, réalisatrice et critique d'art française († 19 septembre 1978).
- 24 juin : Pierre De Maria, peintre franco-suisse († 24 janvier 1984).
- 26 juin : Tadeusz Skowroński, diplomate et essayiste polonais († 21 février 1986).

- 1er juillet : Robert Lanz, peintre, enlumineur et illustrateur français († 24 décembre 1965).
- 10 juillet : Stefan Askenase, pianiste polonais († 18 octobre 1985).
- 13 juillet : Mordecai Ardon, peintre israélien († 18 juin 1992).
- 14 juillet : Ferdinando Giuseppe Antonelli, cardinal italien de la curie romaine († 12 juillet 1993).
- 16 juillet :
  - Ahmad Chah, dernier souverain iranien de la dynastie kadjar († 21 février 1930).
  - Federico Gay, coureur cycliste italien († 15 avril 1989).
  - Trygve Lie, diplomate et homme politique norvégien († 30 décembre 1968).
- 18 juillet : Jean Dufay, astronome français († 6 novembre 1967).
- 19 juillet :
  - Henri Crémieux, comédien français († 10 mai 1980).
  - Frédéric Luce, peintre français († 1er juillet 1974).
- 24 juillet : Jean Viollier, peintre suisse († 19 mai 1985).
- 26 juillet : Charles Butterworth, acteur américain († 13 juin 1946).

- 9 août : Jean Piaget, pédagogue, biologiste, psychologue, logicien et épistémologue suisse († 16 septembre 1980).
- 12 août : Mitchell Hepburn, premier ministre de l'Ontario († 5 janvier 1953).
- 15 août : Pierre Dac (André Isaac), humoriste français († 9 février 1975).
- 18 août :
  - Jean Labasque, essayiste, peintre et graveur français († 5 septembre 1978).
  - Alan Mowbray, acteur anglais († 25 mars 1969).
  - Jack Pickford, acteur américain d'origine canadienne († 3 janvier 1933).
- 19 août : Buck Boucher, joueur de hockey sur glace canadien († 17 octobre 1960).
- 21 août : Rudolf Haferkorn espérantiste allemand († 27 octobre 1987).
- 22 août : Pierre Abadie, peintre, graveur sur bois et céramiste français († 23 septembre 1972).
- 23 août : Hubert von Meyerinck, acteur allemand († 13 mai 1971.
- 24 août : Atanasio Soldati, peintre italien († 27 août 1953).
- 26 août : Besse Cooper, doyenne de l'humanité († 4 décembre 2012).
- 27 août :
  - Morris Ankrum, acteur américain († 2 septembre 1964).
  - Lev Sergueïevitch Termen, ingénieur soviétique puis russe († 3 novembre 1993).
- 28 août :
  - Arthur Calwell, homme politique britannique puis australien († 8 juillet 1973).
  - Antoine Marius Gianelli, peintre français († 23 mars 1983).
- 30 août : Raymond Massey, acteur américain († 29 juillet 1983).

- 1er septembre : Paul Struye, homme politique belge († 16 février 1974).
- 4 septembre : Antonin Artaud, dramaturge et poète français († 4 mars 1948).
- 7 septembre : Regino Sáinz de la Maza, guitariste, compositeur de musique classique et enseignant universitaire espagnol († 26 novembre 1981).
- 9 septembre : Marcel Huot, coureur cycliste français († 23 avril 1954).
- 15 septembre : Eduardo Lonardi, militaire putschiste et homme politique argentin († 22 mars 1956).
- 17 septembre : Denise Grey, comédienne française († 13 janvier 1996).
- 19 septembre : Robert Dussaut, compositeur français († 23 octobre 1969).
- 20 septembre : René Rimbert, peintre français († 14 mars 1991).
- 22 septembre :
  - Uri Zvi Greenberg, journaliste et homme politique israélien († 8 mai 1981).
  - Veno Pilon, peintre expressionniste, designer et photographe austro-hongrois puis yougoslave († 23 septembre 1970).
- 25 septembre :
  - Maurice Ehlinger, peintre français († 26 août 1981).
  - Theodore van Elsen, peintre, graveur et illustrateur français († 16 janvier 1961).
  - Roberto Gerhard, compositeur espagnol naturalisé britannique († 5 janvier 1970).
- 26 septembre :
  - Jay Adler, acteur américain († 23 septembre 1978).
  - José Domingo Molina Gómez, militaire et homme politique argentin († 5 avril 1969).
- 27 septembre : Tymofiy Boïtchouk, peintre russe puis soviétique († 13 juillet 1922).
- 30 septembre : Ralph Forbes, acteur anglais († 31 mars 1951).

- 2 octobre : Jacques Duclos, homme politique français († 25 avril 1975).
- 6 octobre : Albert Váradi, peintre et aquafortiste hongrois († 21 mai 1925).
- 9 octobre : Jean Brunier, coureur cycliste français († 23 juin 1981).
- 15 octobre :
  - Melville Cooper, acteur anglais († 13 mars 1973).
  - Pietro Linari, coureur cycliste italien († 1er janvier 1972).
  - Célestin Freinet, pédagogue français († 8 octobre 1966).
- 27 octobre : Gustave Hervigo, peintre français († 21 mai 1993).
- 28 octobre : Howard Hanson, compositeur, chef d'orchestre, théoricien et pédagogue américain († 26 février 1981).

- 1er novembre : Théophile Beeckman, coureur cycliste belge († 22 novembre 1955).
- 2 novembre : Constance Mabel Winchell, bibliothécaire américaine († 23 mai 1983).
- 5 novembre : Lev Vygotski, pédagogue psychologue biélorusse puis soviétique († 11 juin 1934).
- 7 novembre : Joseph-Napoléon Caron, homme politique canadien († 17 octobre 1970).
- 11 novembre : Victor Arnautoff, peintre russe, soviétique puis américain († 22 mars 1979).
- 13 novembre :
  - André Fau, peintre, parolier et poète français († 31 janvier 1982).
  - Georges Journois, général et résistant français († 26 septembre 1944).
  - Thérèse Ott, peintre française († 7 décembre 1980).
- 15 novembre : Charles N'Tchoréré, militaire français d'origine gabonaise († 7 juin 1940).
- 16 novembre : Guy Dezaunay, peintre et dessinateur français († 30 mai 1964).
- 20 novembre : Chiyono Hasegawa, supercentenaire japonaise († 2 décembre 2011).
- 21 novembre :
  - Jean Étienne Laget, peintre français († 15 janvier 1990).
  - Claude Rémusat, peintre français († 8 avril 1982).
- 27 novembre : Émilien Dufour, peintre et illustrateur français († 27 mai 1975).
- 28 novembre :
  - Józef Koffler, compositeur polonais († 1944).
  - Apollon Torta, footballeur français († 13 juin 1963).

- 1er décembre :
  - Georgui Konstantinovitch Joukov, commandant soviétique vainqueur à Stalingrad († 18 juin 1974).
  - Gaston Suisse, dessinateur, peintre, laqueur et décorateur français († 7 mars 1988).
- 3 décembre : Xavier Guerrero, peintre mexicain († 29 juin 1974).
- 4 décembre : Joseph-Georges Caron, homme politique canadien († 15 janvier 1956).
- 6 décembre : Ossip Lubitch, peintre russe († 27 novembre 1990).
- 11 décembre : « Maera » (Manuel García López), matador espagnol († 11 décembre 1924).
- 12 décembre : 
  - Karl Camphausen, homme politique allemand († 11 août 1962).
  - Nicasio Safadi, musicien équatorien d'origine libanaise († 29 octobre 1968).
- 15 décembre : Paul Citroen, peintre, dessinateur et photographe néerlandais († 13 mars 1983).
- 16 décembre :
  - Lucie Bouniol, peintre et sculptrice française († 31 janvier 1988).
  - René-Marie Castaing, peintre français († 9 décembre 1943).
- 19 décembre : Violette Milliquet, peintre, graveuse et enseignante suisse († 17 décembre 1982).
- 21 décembre : Leroy Robertson, compositeur et enseignant américain († 25 juillet 1971).
- 23 décembre :
  - Johan Dijkstra, peintre, vitrailliste et graveur néerlandais († 21 février 1978).
  - Giuseppe Tomasi di Lampedusa, écrivain sicilien, auteur du Guépard († 23 juillet 1957).
- 26 décembre : Magdalena Spínola, poétesse, journaliste et féministe guatémaltèque († 7 janvier 1991).
- 27 décembre : Maurice De Waele, coureur cycliste belge († 14 février 1952).
- 29 décembre : David Alfaro Siqueiros, peintre et militaire mexicain († 6 janvier 1974).
- 30 décembre : Eugène Ebiche, peintre polonais († 7 mars 1987).
- 31 décembre :
  - Ronald Adam, acteur britannique († 27 mars 1979).
  - David Seifert, peintre russe puis soviétique († 18 janvier 1980).

- Date précise inconnue :
  - Madeleine Berly-Vlaminck, peintre française († 1953).
  - Richard Chanlaire, peintre français († 1973).
  - Polia Chentoff, peintre, illustratrice, graveuse et sculptrice russe puis soviétique († 21 mars 1933).
  - Junie Cobb, musicien de jazz américain († 1970).
  - Paul End, peintre français († 1973).
  - Thomas Benjamin Fitzpatrick, homme politique américain († 1974).
  - Rudolf Henčl, dirigeant tchécoslovaque de football († 9 janvier 1948).
  - Louis Henno, footballeur et dirigeant sportif français († 5 septembre 1966).
  - Vartan Hovanesian, architecte arménien iranien († 1982).
  - Vicente Martínez Duart, footballeur espagnol († 20 décembre 1963).
  - Zygmund Schreter, peintre français d'origine polonaise († 1977).
  - Georges Vereeken, homme politique belge († 1978).

- Vers 1896 :
- Tiale Vuiyasawa, chef autochtone et homme politique fidjien († mars 1981).

- 1896 ou 1897 :
- Fernando Obradors, compositeur espagnol d'origine catalane († 1945).